# باب پیزلی
روبرت "باب" پیزلی (به انگلیسی: Robert "Bob" Paisley) (زادهٔ ۲۳ ژانویه ۱۹۱۹ در کانتی دورهام – درگذشتهٔ ۱۴ فوریه ۱۹۹۶ در لیورپول) بازیکن و مربی فوتبال اهل کشور انگلستان بود. او تقریباً در حدود ۵۰ سال در کنار باشگاه فوتبال لیورپول به عنوان بازیکن، فیزیوتراپیست، کمک مربی و سرمربی حضور داشته‌است. او همچنین بزرگترین مربی تاریخ لیورپول  است و اولین مربی است که موفق شده سه بار قهرمانی جام باشگاه‌های اروپا را نیز به‌دست آورد.
پیزلی در کانتی دورهام متولد شد و در سال ۱۹۳۷ و در مقطع جوانان در باشگاه بیشاپ آوکلند نیز حضور یافت و تا سال ۱۹۳۹ در این تیم حضور داشت. وی پس از آن در سال ۱۹۳۹ به باشگاه فوتبال لیورپول پیوست. اگرچه وقوع جنگ جهانی دوم از بازی او تا سال ۱۹۴۶ جلوگیری کرد. وی در فصل ۴۷–۱۹۴۶ به عنوان بازیکن، قهرمانی را با لیورپول پس از ۲۴ سال در لیگ انگلستان تجربه کرد. وی در این فصل با انجام ۳۴ بازی از مجموع ۴۲ بازی لیگ، به این تیم در کسب عنوان قهرمانی کمک کرد. او همچنین در فصل ۵۰–۱۹۴۹ با لیورپول نایب قهرمانی در جام حذفی انگلستان را با شکست مقابل آرسنال در فینال را نیز تجربه کرد. در سال ۱۹۵۱ او کاپیتان لیورپول شد و در تیم لیورپول باقی ماند تا اینکه در سال ۱۹۵۴ بازنشسته شد.
پیزلی که تمام دوران باشگاهی حرفه‌ای خود را در لیورپول گذرانده بود، پس از بازنشستگی، به عنوان مربی تیم ذخیره‌ها و فیزیوتراپیست در لیورپول حضور داشت. در این زمان لیورپول به دسته دوم راه یافته بود. در دسامبر ۱۹۵۹ بیل شنکلی به عنوان سرمربی لیورپول انتخاب شد و پیزلی را دستیار خود نیز انتخاب کرد. در این زمان لیورپول پیشرفت چشم‌گیری داشت و موفق شد مجدداً به دسته اول فوتبال انگلستان نیز بازگردد.

## مربیگری

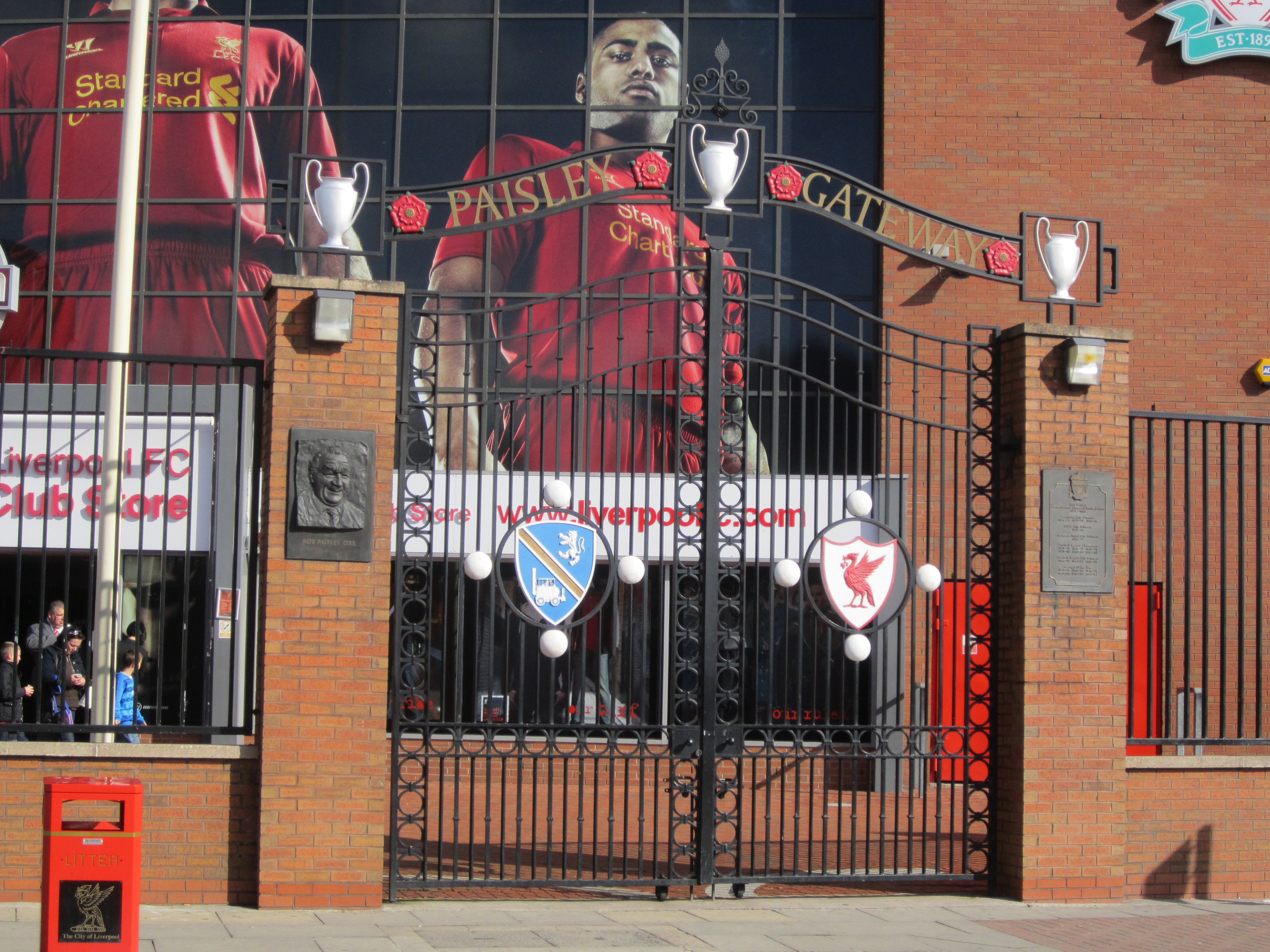
دروازهٔ باب پیزلی در ورزشگاه آنفیلد

در سال ۱۹۷۴ بیل شنکلی بازنشسته شد و از مربیگری لیورپول کنار رفت و باب پیزلی که ۱۵ سال دستیار شنکلی بود، به عنوان جانشین وی انتخاب شد. پیزلی به عملکرد خوب لیورپول بسیار بهتر از دوران شنکلی ادامه داد و ۲۰ عنوان قهرمانی در طول ۹ سال برای لیورپول کسب کرد. وی با تیم لیورپول موفق شد شش قهرمانی در لیگ دسته اول انگلستان، سه قهرمانی در جام اتحادیه انگلستان، شش قهرمانی در جام خیریه انگلستان، سه قهرمانی در جام باشگاه‌های اروپا، یک قهرمانی در جام یوفا و یک قهرمانی در سوپر جام اروپا را نیز به‌دست آورد. قبل از بازنشستگی او در سال ۱۹۸۳ به او رتبه امپراتوری بریتانیا نیز اهدا گردید.
باب پیزلی که بین سال‌های ۱۹۷۴ تا ۱۹۸۳ سرمربی لیورپول بوده‌است، پرافتخارترین مربی تاریخ این باشگاه نیز به حساب می‌آید. او تمام دوران مربیگری خود را در لیورپول گذراند و در تیم دیگری نیز مربیگری نکرد. پیزلی شش بار به عنوان مربی سال فوتبال انگلستان نیز انتخاب شد. او ۲۰ بار لیورپول را به مقام قهرمانی در مسابقات مختلف رسانده‌است. وی همچنین شش مرتبه نایب قهرمانی با را در مسابقات مختلف لیورپول تجربه کرده‌است.
وی با کسب سه عنوان قهرمانی در مسابقات جام باشگاه‌های اروپا، به‌طور مشترک با کارلو آنچلوتی ، زین الدین زیدان و پپ گواردیولا رکورددار بیشترین تعداد قهرمانی در این مسابقات می‌باشد.
پس از کناره‌گیری پیزلی از سرمربیگری لیورپول، در سال ۱۹۸۵ به مدت دو سال مشاور کنی دالگلیش اولین بازیکن - مربی تاریخ باشگاه لیورپول شد. پیزلی همچنین به عنوان یکی از مدیران باشگاه، عضو هیئت مدیره لیورپول نیز انتخاب شد. وی خدمت خود را در لیورپول به عنوان یک مدیر تا اوایل سال ۱۹۹۲ نیز ادامه داد. در آن زمان پیزلی به بیماری آلزایمر دچار شد.

## زندگی شخصی
پیزلی در سال ۱۹۱۹ متولد شد. پدر او معدنچی و مادر او خانه‌دار بود. او سومین پسر از چهار فرزند پسر خانواده بود. وی پس از ترک مدرسه در ۱۳ سالگی، ابتدا در کنار پدر در گودال‌ها کار می‌کرد و سپس به عنوان یک استعداد فوتبال کشف شد و شروع به بازی در سطح حرفه‌ای کرد.
پیزلی در سال ۱۹۶۴ با یک معلم مدرسه نیز ازدواج کرد که حاصل آن دو پسر و یک دختر بود. او با خانواده‌اش تا زمان مرگ خود (۱۹۹۶) زندگی کرد. پس از مرگ پیزلی، لیورپول به پاس خدمات او به این باشگاه، یکی از دروازه‌های ورودی ورزشگاه آنفیلد را به نام او (دروازهٔ پیزلی) نام‌گذاری کرد. همسر باب پیزلی در ۸ فوریه ۲۰۱۲ و در سن 96 سالگی نیز فوت کرد.

## نقل قول
| « | اگر شما در محوطهٔ جریمه هستید و نمی‌دانید که با توپ چکار کنید آن را به تور بچسبانید. دربارهٔ گزینه‌های دیگر بعداً صحبت خواهیم کرد. | » |

## آمار مربیگری
| تیم     | از          | تا           | بازی | برد | مساوی | باخت | ٪ برد  |
| ------- | ----------- | ------------ | ---- | --- | ----- | ---- | ------ |
| لیورپول | ۲۶ اوت ۱۹۷۴ | ۱ ژوئیه ۱۹۸۳ | ۵۳۵  | ۳۰۸ | ۱۳۱   | ۹۶   | ۵۷٫۵۷٪ |

## افتخارات
بازیکن
- قهرمانی
- لیورپول

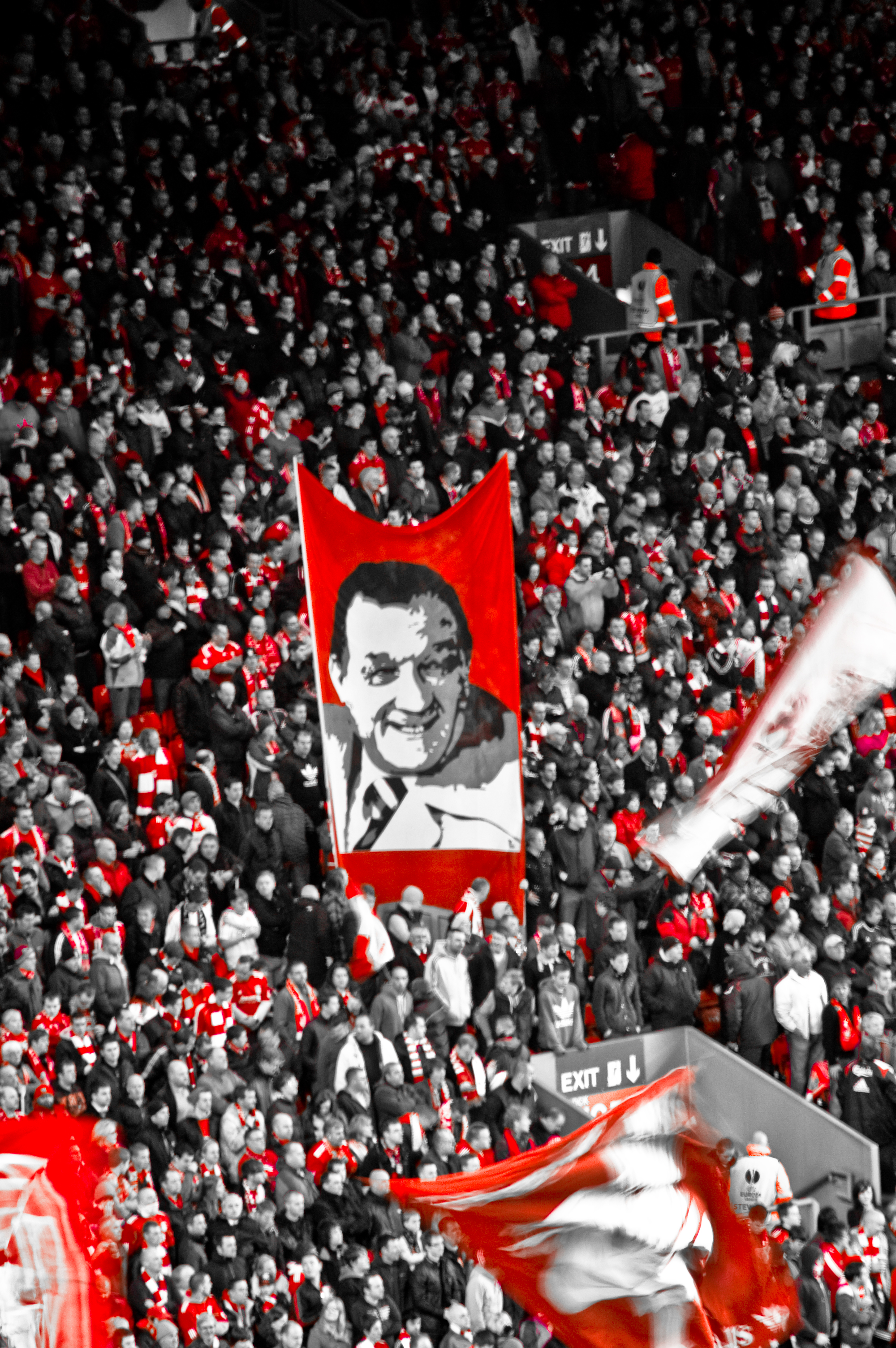
بنر باب پیزلی در دستان هواداران لیورپول

- لیگ دسته اول فوتبال انگلستان (۱): ۴۷–۱۹۴۶

مربی
- قهرمانی
- لیورپول
- لیگ دسته اول فوتبال انگلستان (۶): ۷۶–۱۹۷۵، ۷۷–۱۹۷۶، ۷۹–۱۹۷۸، ۸۰–۱۹۷۹، ۸۲–۱۹۸۱، ۸۳–۱۹۸۲
- جام اتحادیه فوتبال انگلستان (۳): ۸۱–۱۹۸۰، ۸۲–۱۹۸۱، ۸۳–۱۹۸۲
- جام خیریه فوتبال انگلستان (۶): ۱۹۷۴، ۱۹۷۶، ۱۹۷۷، ۱۹۷۹، ۱۹۸۰، ۱۹۸۲
- جام باشگاه‌های اروپا (۳): ۷۷–۱۹۷۶، ۷۸–۱۹۷۷، ۸۱–۱۹۸۰
- جام یوفا (۱): ۷۶–۱۹۷۵
- سوپرجام اروپا (۱): ۱۹۷۷
- نایب قهرمانی
- لیگ دسته اول فوتبال انگلستان (۲): ۷۵–۱۹۷۴، ۷۸–۱۹۷۷
- جام حذفی فوتبال انگلستان (۱): ۷۷–۱۹۷۶
- جام اتحادیه فوتبال انگلستان (۱): ۷۸–۱۹۷۷
- جام بین قاره‌ای (۱): ۱۹۸۱
- سوپرجام اروپا (۱): ۱۹۷۸

فردی
- رتبه امپراتوری بریتانیا (۱): ۱۹۸۳
- تالار مشاهیر فوتبال انگلستان (۱): ۲۰۰۲
- جایزه مربی سال فوتبال انگلستان (۶): ۷۶–۱۹۷۵، ۷۷–۱۹۷۶، ۷۹–۱۹۷۸، ۸۰–۱۹۷۹، ۸۲–۱۹۸۱، ۸۳–۱۹۸۲